# آکو گیشی
آکو گیشی (انگلیسی: Akō gishi) فیلمی در ژانر درام است که در سال ۱۹۵۴ منتشر شد.